# Obrazek prymicyjny

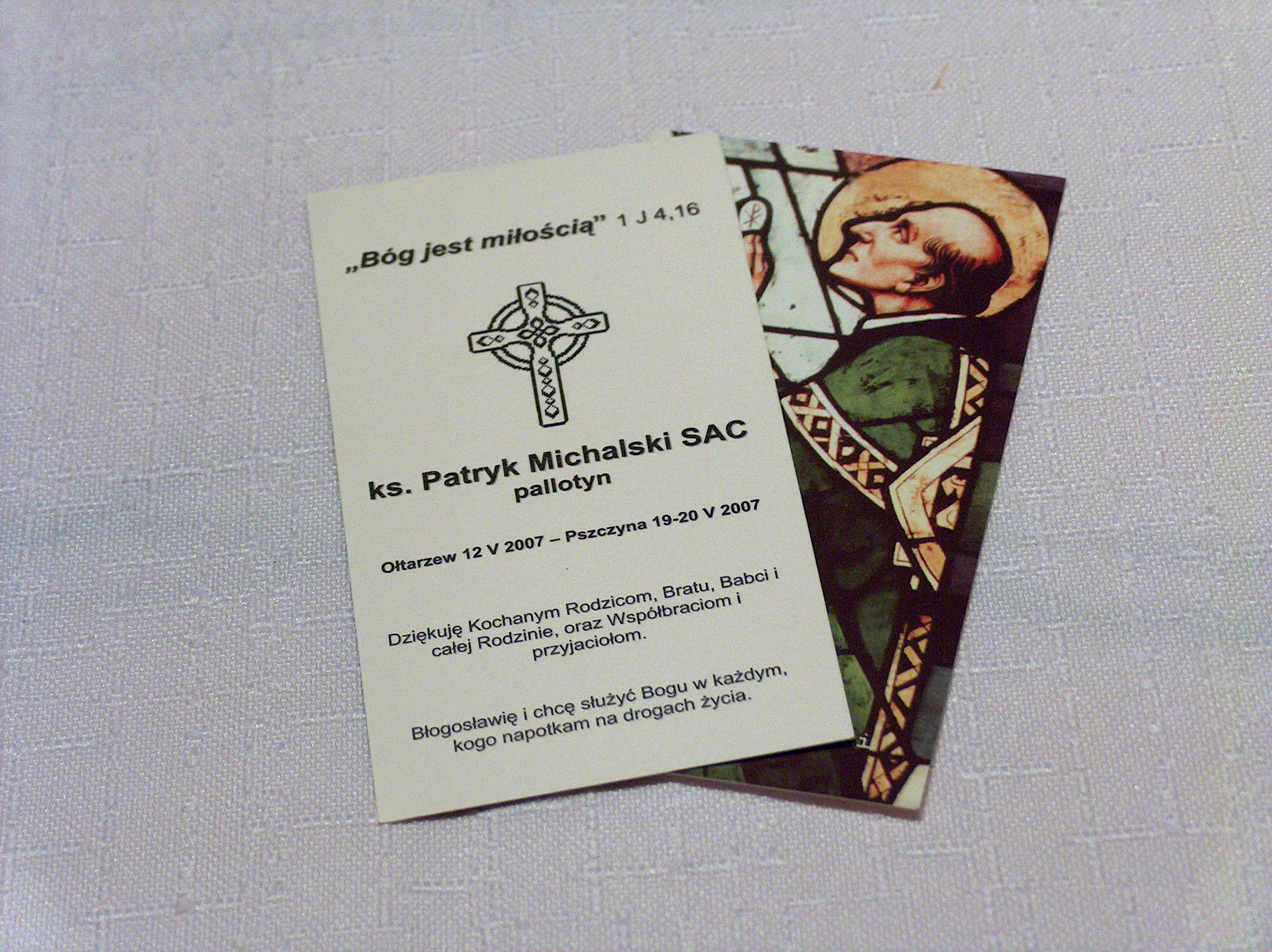
Awers i rewers typowego obrazka prymicyjnego

Obrazek prymicyjny – w Kościele katolickim niewielkich rozmiarów bloczek z grubszego papieru z nadrukowanym z jednej strony motywem religijnym (np. zdjęciem kielicha i pateny, świętego patrona, Dobrego Pasterza), z drugiej ze specjalnym okolicznościowym napisem, który neoprezbiterzy lub usługujący wręczają wiernym przy udzielaniu błogosławieństwa prymicyjnego.
Na obrazku prymicyjnym umieszcza się często cytat z Pisma Świętego lub pism któregoś ze świętych katolickich, imię i nazwisko neoprezbitera, miejsce święceń i pierwszej odprawionej samemu Mszy św., tzw. Mszy prymicyjnej oraz datę. Niekiedy neoprezbiterzy umieszczają na obrazku prymicyjnym wyrazy podziękowania członkom rodziny i formatorom seminaryjnym.
Waldemar Chrostowski podarował Muzeum Jana Pawła II i Prymasa Wyszyńskiego obrazki prymicyjne: ks. Stefana Wyszyńskiego i ks. Karola Wojtyły. Na obrazku ks. S. Wyszyńskiego jest odręcznie zmieniona data i miejsce prymicji, a powodem było przesunięcie święceń z powodu choroby (gruźlica), a tym samym dnia i miejsca odprawienia pierwszej mszy. 